# Вербичне
Верби́чне — село в Україні, у Ковельському районі Волинської області. Входить до складу Турійської селищної громади.  Населення становить 273 особи.

## Географія
На східній околиці села бере початок річка Срібниця, права притока Турії.

## Історія
В першій половині 15 століття Вербичне належало Івашкові Ясмановичу Вербичевському, у якого купив це село за 80 кіп грошей чеських Василь Хребтович, а від нього перейшло князю Сангушку-Коптському.
У 1545 році належало до володимирського замку, пізніше було власністю Марка Калусовського, землянина Володимирського повіту. В часі ревізії володимирського замку, у тому ж році згадується, що Петро Калусовський разом із своїми братами були зобов'язані до забезпечення однієї городні на замку луцькому.
У 1570 році, згідно з поборовим реєстром, Гнівош Калусовський платив з Калусова (на південь від Володимира) і Вербичного від 7 дим. і 3 город; Іван Калусовський з тих самих сіл від 7 дим., З город., а Федір Калусовський з частини села з двох дим. і 2 гор. В 1577 році Василь Калусовський платив з Вербичного від 3 гор., а Іван від 4 дим. В 1583 році село все ще належало Калусовським.
В кінці 19 століття було там 45 доми і 295 жителів, церква дерев'яна 1881 року, на місці старої 1725 року. Згідно з переписом 1911 року до великої земельної власності в селі належало 1077 десятин.
12 червня 2020 року, відповідно до розпорядження Кабінету Міністрів України № 708-р «Про визначення адміністративних центрів та затвердження територій територіальних громад Волинської області», увійшло до складу Турійської селищної територіальної громади.
19 липня 2020 року, в результаті адміністративно-територіальної реформи та ліквідації  Турійського району, село увійшло до новоутвореного Ковельського району. 

## Населення
Згідно з переписом УРСР 1989 року чисельність наявного населення села становила 323 особи, з яких 156 чоловіків та 167 жінок.
За переписом населення України 2001 року в селі мешкали 273 особи.

### Мова
Розподіл населення за рідною мовою за даними перепису 2001 року:
| Мова       | Відсоток |
| ---------- | -------- |
| українська | 99,63 %  |
| російська  | 0,37 %   |

## Пам'ятки
- На південь від села знаходиться загальнозоологічний заказник місцевого значення «Осівський»
- На захід від села знаходиться загальнозоологічний заказник місцевого значення «Бобли»

## Постаті
- Кобзар Борис Сергійович (1991—2022) — старший солдат Збройних Сил України, учасник російсько-української війни.